# Видац
Видац, видова трава, видов(њ)ача, очаница, зорница, (лат. Euphrasia officinalis, syn. Euphrasia rostkoviana), је лековита једногодишња полупаразитска зељаста биљка из породице воловотки — Orobanchaceae (доскора је била сврставана у породицу зевалица - Scrophulariaceae, попут већине родова из породице воловотки).

## Станиште
Расте на сувим ливадама, пашњацима, шумским чистинама и неплодним земљиштима, од брдских до алпских предела. Цвета од јуна од октобра, у зависности од надморске висине.  Након сакупљања се суши.

## Опис
Висине је до 50 cm. Има корен жиличасто вретенаст, стабљика је зељаста, танка, округла, усправна и разграната.
Листови немају дршку наспрамни су, длакави, овални, тестерасто назубљени, с обе стране.
Плод је чекињаста чаура, са бројним семеном.
Цветови су цевастог облика, појединачни, двоуснати, смештени по 2 до 6 у пазушцима, с унутрашње стране листова. Боја им је бела или бледо љубичаста, са малим жутим мрљама.
Живи као полупаразит, на другом биљу из кога сише хранљиве материје. Нема мирис, а укус којој је горак.
Садржи око 15% етеричног уља, затим нешто масног уља, смоле и воска, 5% галотанина, горке твари, модрозелену боју, хетерозид аукубозид и смоласту твар, којој се приписује лековитост.

## Фармаколошко дејство
Изазива стезање (адстригенс), делује против запаљења (антиинфламатор), и као стимуланс у раду јетре.

## Терапијско дејство
Користи се цела биљка, без корена.
Од ње се справљају лековити чајеви и мелеми за очи. Помаже код претераног сузења очију (хиперлагримација), упале слузокоже око (конјуктивитис), упале очног капка (блефаритис). Користи се за лечење органа за дисање], органа за варење, спречавање губитка апетита, код жутице, код поремећаја при којима долази до незнатног смањења функције (инсуфицијенција) јетре, против главобоље, болести ушију, побољшања раста косе и против екцема код деце.

## Народни обичаји
Код Словена Свети Вид се везује за чуло вида. Познат је као исцелитељ болести вида и заштитник очију. Уочи Видовдана се брала видова трава, која се затим стављала да одлежи у води, са којом су се умивали укућани. Веровало се да након тога читаве наредне године не би боловали од очију.
У назив биљке укључено је и веровање у њене магијске моћи (видовитост). О Видовдану су се девојке обраћали видовој трави речима:
Свети Виде и видова траво отворите ми очи да видим свога суђенога